# Ácido vainillilmandélico
El ácido vainillilmandélico (en inglés, vanillylmandelic acid, VMA) o ácido vanililmandélico es un producto químico intermedio en la síntesis de saborizantes de vainilla y es un metabolito terminal de las catecolaminas (dopamina, adrenalina y noradrenalina). Es producida a partir de metabolitos intermedios.

## Síntesis química
La síntesis de VMA es el primer paso de un proceso de dos pasos practicado por Rhodia desde la década de 1970 para sintetizar vainilla artificial. Específicamente, la reacción implica la condensación de guayacol y ácido glioxílico en una solución acuosa helada con hidróxido de sodio .

## Eliminación biológica
El VMA se encuentra en la orina, junto con otros metabolitos de las catecolaminas, como el ácido homovainíllico (HVA), la metanefrina y la normetanefrina. En las pruebas de orina cronometradas, se evalúa la cantidad excretada (generalmente cada 24 horas) junto con el aclaramiento de creatinina, y también se mide la cantidad de cortisol, catecolaminas y metanefrinas excretadas.

Degradación de la noradrenalina. El ácido vainillilmandélico se muestra en la parte superior derecha. Las enzimas se muestran en recuadros.

## Significación clínica
El VMA urinario está elevado en pacientes con tumores que secretan catecolaminas.
Estas pruebas de análisis de orina se utilizan para diagnosticar un tumor de la glándula suprarrenal llamado feocromocitoma, un tumor de células cromafines que secretan catecolaminas. Estas pruebas también se pueden usar para diagnosticar neuroblastomas y para monitorear el tratamiento de ambas afecciones.
La noradrenalina se metaboliza en normetanefrina y VMA. La noradrenalina es una de las hormonas producidas por las glándulas suprarrenales, que se encuentran en la parte superior de los riñones. Estas hormonas se liberan hacia la sangre durante momentos de estrés físico o emocional, que son factores que pueden sesgar los resultados de la prueba.[cita requerida]